# Causa Bodo T.
Unter der Causa Bodo T. werden die Ereignisse um das Mitglied der Piratenpartei Bodo T. im Zusammenhang mit dessen geschichtsrevisionistischen und das Verhältnis zum Rechtsextremismus betreffenden Äußerungen, die Reaktionen innerhalb der Partei und die Rezeption in Öffentlichkeit und Medien zusammengefasst.
T. war seit September 2007 stellvertretender Schatzmeister und von Juli 2009 bis zu seinem „Rücktritt aus persönlichen Gründen“ im März 2010 Ersatzmitglied des Bundesschiedsgerichts der Piratenpartei. Der Bundesvorstand betrieb von 2010 bis 2012 ein Parteiausschlussverfahren, weil T. mehrfach im Zusammenhang mit leugnenden und relativierenden Äußerungen zum Holocaust und anderen geschichtsrevisionistischen Aussagen aufgefallen war.
Die Affäre um T.s Äußerungen, das gescheiterte Verfahren und umstrittene Begleitkommentare von Parteifunktionären lösten im April 2012 eine Diskussion innerhalb und außerhalb der Partei über deren Umgang mit Rechtsextremismus aus.

## Geschichtsrevisionistische Äußerungen
Im Juli 2004 beantragte T. in der deutschsprachigen Wikipedia unter Berufung auf das sogenannte Rudolf-Gutachten des verurteilten Holocaustleugners Germar Rudolf den Artikel Holocaust zu löschen: „Ich habe ‚Das Rudolf Gutachten‘ von Germar Rudolf gelesen, und muß als Laie sagen, daß ich es als extrem wissenschaftlich und (gerade deswegen) glaubwürdig halte. Die Argumente, und Beweise, die er vorlegt, sprechen eine recht deutliche Sprache.“
Vier Jahre später, im Jahr 2008, notierte T. auf einer Mailingliste erneut: „Nun, bis vor einigen Monaten glaubte ich auch, daß diejenigen, die 'Auschwitz leugnen' einfach nur pubertäre Spinner sind. Damals hatte ich aber auch noch nicht Germar Rudolf gelesen. Sorry, aber das Buch prägt einfach – zumindest wenn man objektiv ran geht.“ Im gleichen Jahr versuchte T., den deutschen Überfall auf Polen zu legitimieren: „Wenn Polen Deutschland den Krieg erklärt hat (und das hat Polen indirekt durch die Generalmobilmachung), dann hatte Deutschland jede Legitimation, Polen anzugreifen.“
Vom 7. Juli des Jahres 2009 datiert T.s Statement im Piraten-Wiki, dass seine „Ansichten über die Deutsche Geschichte sicherlich nicht der allgemeinen Lehrmeinung [entsprechen]“. Er habe sich schon 2008 gegen die Teilnahme der Piratenpartei an Demonstrationen gegen die NPD ausgesprochen, die er in seiner mit „Stellungnahme persönliche Meinung vs. Parteimeinung“ überschriebenen Erklärung als „nicht-verfassungswidrige Partei“ bezeichnet. Weiter führt T. dort aus: „Ob nun die Juden (und die nicht-jüdischen Opfer, die ich in Folge nicht jedes mal separat aufzählen werde) in Auschwitz vergast wurden oder auf anderem Wege getötet wurden, spielt für die Entscheidung, jedes Menschenleben unabhängig von der Hautfarbe, Religion usw. schützen zu müssen, keine Rolle. Sie spielt auch keine Rolle in der Bewertung, ob die Judenverfolgung ein Verbrechen war, oder nicht.“
Zwei Tage später, am 9. Juli 2009, gab T. zu den Vorgängen im Jahr 2008 im Juli 2009 eine weitere, als „Distanzierung“ titulierte Erklärung im Wiki der Piraten ab. Er bezeichnete darin seine Äußerungen, ohne auf einzelne Inhalte einzugehen, als „missverständlich“ und formulierte, dass er „keinen Zweifel daran“ habe, „daß im Zuge dieses durch das nationalsozialistische Deutschland begangene Verbrechen über 6 Millionen Menschen umgebracht worden sind, die meisten von ihnen Juden. Ich bin ebenfalls davon überzeugt, daß Adolf Hitler den Krieg bewusst und willentlich durch den Angriff auf Polen gestartet hat.“
In der Folgezeit äußerte T., dass Deutschland einen „präventiven Schutz jüdischer Einrichtungen verbieten“ solle und er es für „Meinungsunterdrückung“ halte, dass man Adolf Hitlers Mein Kampf in Deutschland nicht lesen könne.
Im April 2012 antwortete T. auf die Positionierung des beisitzenden Bundesvorstands Klaus Peukert im Vorfeld des Bundesparteitags in Neumünster, „dass in der Piratenpartei kein Platz für Nazis, Nazifans, Holocaustleugnungserlaubenwoller, Rassisten, Antisemiten und sonstige Vertreter jeglicher gruppenbezogener Menschenfeindlichkeit“ sei: „Nazis haben [seit 1990] 150 Menschen ermordet? Die Politik der CDU (Fortsetzung des völkerrechtswidrigen Angriffskrieges in Afghanistan) hat bereits mindestens 53 Soldaten der Bundeswehr, 3 deutsche Polizisten und rund 142 Menschen beim von deutschen Soldaten angeforderten Bombenangriff am 4. September 2009 das Leben gekostet.“
Nach Angaben der Rhein-Zeitung erklärte T. in einer E-Mail an ein Vorstandsmitglied seines rheinland-pfälzischen Landesverbandes, das ihn in einem offenen Brief nach dem im April 2012 gescheiterten Ausschlussverfahren zum freiwilligen Parteiaustritt aufgefordert hatte, dass seine „als 22-Jähriger“ getätigten Äußerungen „ohne weiteres das Attribut dumm“ verdienten. Das Rudolf-Gutachten sehe er zwar als inhaltlich widerlegt an, werbe aber erneut um Auseinandersetzung mit dessen Thesen. Den von ihm angestrebten „Dialog“ erreiche „man aber nicht, indem man diese Menschen mit immer schlimmeren Kraftausdrücken verunglimpft“. Wegen der Reaktionen des „unreflektiert schreienden Mobs“ habe er auch Zuspruch erfahren.

## Parteiausschlussverfahren

### Verfahren
Bereits im Juni 2008 hatte der Parteivorstand Bodo T. verwarnt. Nachdem T. im Juli 2009 vom Bundesparteitag der Piraten zum Ersatzmitglied des Bundesschiedsgerichts gewählt und auf der Landesliste zur Bundestagswahl in Rheinland-Pfalz nominiert worden war, enthob ihn der Bundesvorstand im März 2010 des Amtes und beschloss ein Ausschlussverfahren, das vor dem Parteischiedsgericht von T.s Landesverband Rheinland-Pfalz eingeleitet wurde. Auf dem Bundesparteitag im Dezember 2011 in Offenbach beantragten mehrere Parteimitglieder, T. die Akkreditierung zu entziehen, erhielten dafür aber keine Mehrheit im Bundesvorstand. Am 16. April 2012 bestätigte das Bundesschiedsgericht der Partei das Urteil des Landesschiedsgerichts Rheinland-Pfalz vom 30. November 2011. Ein Ausschluss T.s sei nicht möglich, weil gegen T. wegen der Äußerungen auf der Mailingliste bereits eine Ordnungsmaßnahme beschlossen worden sei. Nach dem Grundsatz Ne bis in idem komme eine erneute Ahndung mit einem Ausschluss nicht in Betracht. Das gelte auch, wenn sich der Schaden später als größer herausstelle. Zudem seien T.s Äußerungen als von der grundgesetzlich geschützten Meinungsfreiheit gedeckt anzusehen.

### Reaktionen
Der damalige Vorsitzende der Bundespartei, Sebastian Nerz, bedauerte das Urteil, sprach von einem „Formfehler“ und erklärte, man werde auch künftig gegen solche und ähnliche Äußerungen vorgehen. Rassismus habe in der Piratenpartei keinen Platz. Nach Informationen von Spiegel Online prüfte die Parteispitze wegen späterer Äußerungen T.s einen erneuten Antrag auf Parteiausschluss.
Der damalige Vorsitzende des Berliner Landesverbands, Hartmut Semken, nahm T. zunächst in Schutz: „Es sind die ‚Rausschmeißen‘ und ‚wir müssen uns abgrenzen‘ immer-wieder-Herunterbeter, die das Naziproblem der Piraten darstellen, nicht die Bodos…“ Die letzte Partei, die mit der gezielten Verfolgung von Personen erfolgreich gewesen sei, sei die NSDAP gewesen: „Die hatten für alles einen Sündenbock.“ Semken zog seine Äußerungen allerdings nach interner und externer Kritik und Rücktrittsforderungen zurück und entschuldigte sich.
Der rheinland-pfälzische Parteivorsitzende, Roman Schmitt, nannte T.s Äußerungen „politisch und historisch in hohem Maße unsensibel“ und verteidigte die Piratenpartei mit der Feststellung, dass T. bisher von keinem Gericht als Holocaust-Leugner verurteilt worden sei. Auch künftig könne T. an Parteitagen und anderen Parteiveranstaltungen teilnehmen. „Allerdings werden wir Thesen, die geeignet sind den Holocaust zu relativieren oder Geschichtsrevisionismus Vorschub zu leisten, immer konsequent entgegentreten.“ Es handele sich auf keinen Fall um einen Freispruch.
Die damalige politische Geschäftsführerin der Bundespartei, Marina Weisband, rief dazu auf, gegen antisemitische und rassistische Mitglieder rigoros vorzugehen. „Es ist Bullshit, dass wir rechtsextreme Meinungen tolerieren müssen.“
Der Bundesparteitag der Piraten in Neumünster stellte am 28. April 2012 fast einstimmig fest, dass jede Leugnung oder Relativierung des Holocaust unter dem Deckmantel der Meinungsfreiheit den Grundsätzen der Partei widerspreche.

## Klage auf Unwirksamkeitserklärung des Unvereinbarkeitsbeschlusses zur AfD
Im Oktober 2013 wandte sich ein Kläger an das Bundesschiedsgericht der Partei mit dem Antrag, den gesamten Parteitag vom Mai 2013 und insbesondere den Unvereinbarkeitsbeschluss zu einer Doppelmitgliedschaft in Piratenpartei und der AfD für unwirksam erklären zu lassen. Bemängelt wurden eine fehlende offizielle Parteitagseröffnung, der offene Modus einiger Parteitagswahlen und die fehlende Vorab-Information über den Tagesordnungspunkt zur Abstimmung über Antrag X032, den vom Parteitag mit großer Mehrheit angenommenen Unvereinbarkeitsbeschluss. Nach „Insiderinformationen“ handelte es sich bei dem Kläger um Bodo T. Die Parteirichter lehnten die Klage einstimmig ab.